# 绿纤石
绿纤石（英語：Pumpellyite）是一种含水的钙镁铝硅酸盐矿物，Ca2MgAl2[Si2O6OH][SiO4](OH)2(OH)其中镁，可被亚铁，錳，鈣所置换。屬单斜晶系。呈纤维状、针状集合体。绿褐色。玻璃光泽。硬度5.5～6.5。密度3.2g/cm³。Pumpellite 以杏仁狀和裂縫充填物形式出現在變質的玄武岩和輝長岩中。 它是葡萄石-绿纤石變質相的指示礦物。 它與綠泥石、綠簾石、石英、方解石和葡萄石有關。